# Doville
Doville är en kommun i departementet Manche i regionen Normandie i norra Frankrike. Kommunen ligger i kantonen La Haye-du-Puits som tillhör arrondissementet Coutances. År 2022 hade Doville 326 invånare.

## Befolkningsutveckling
Antalet invånare i kommunen Doville
| Referens: INSEE |